# Vahi
Koordinaten: 59° 23′ N, 24° 28′ O
Vahi (deutsch Wahhi) ist ein Dorf (estnisch küla) in der estnischen Landgemeinde Harku (Hark) im Kreis Harju (Harrien). Es hat 78 Einwohner (Stand 1. Januar 2010).

## Beschreibung
Vahi liegt 17 Kilometer südwestlichen der estnischen Hauptstadt Tallinn.
Durch Vahi fließt der Fluss Vääna (Fluss) (Vääna jõgi). Beliebtes Ausflugsziel für Naturliebhaber und Kajakfahrer ist der dreistufige, kataraktartige Wasserfall der Vääna (Vahiküla joastik). Die Kaskaden erstrecken sich über eine Länge von 50 Metern und haben ein Gesamt-Gefälle von acht Metern.

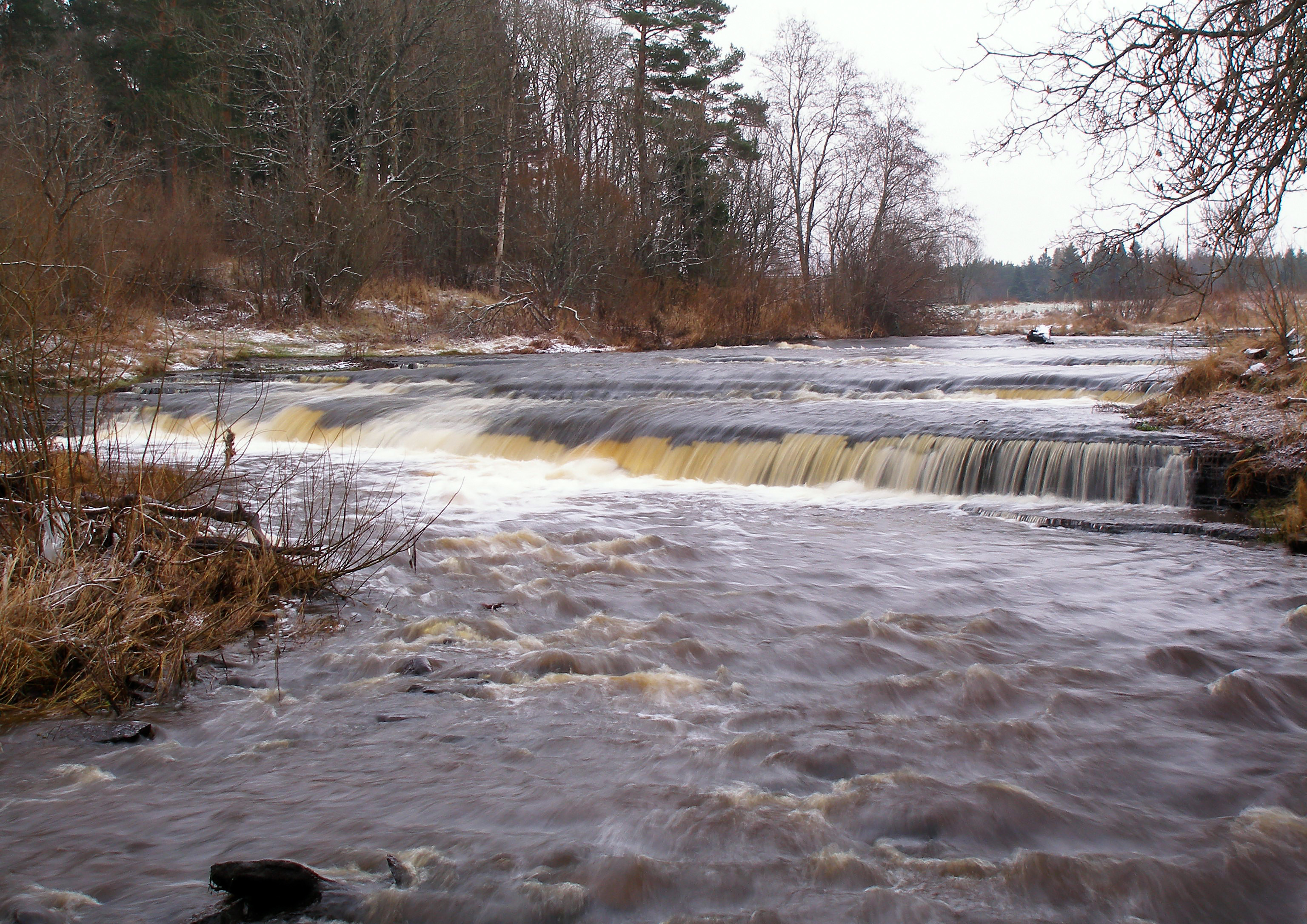
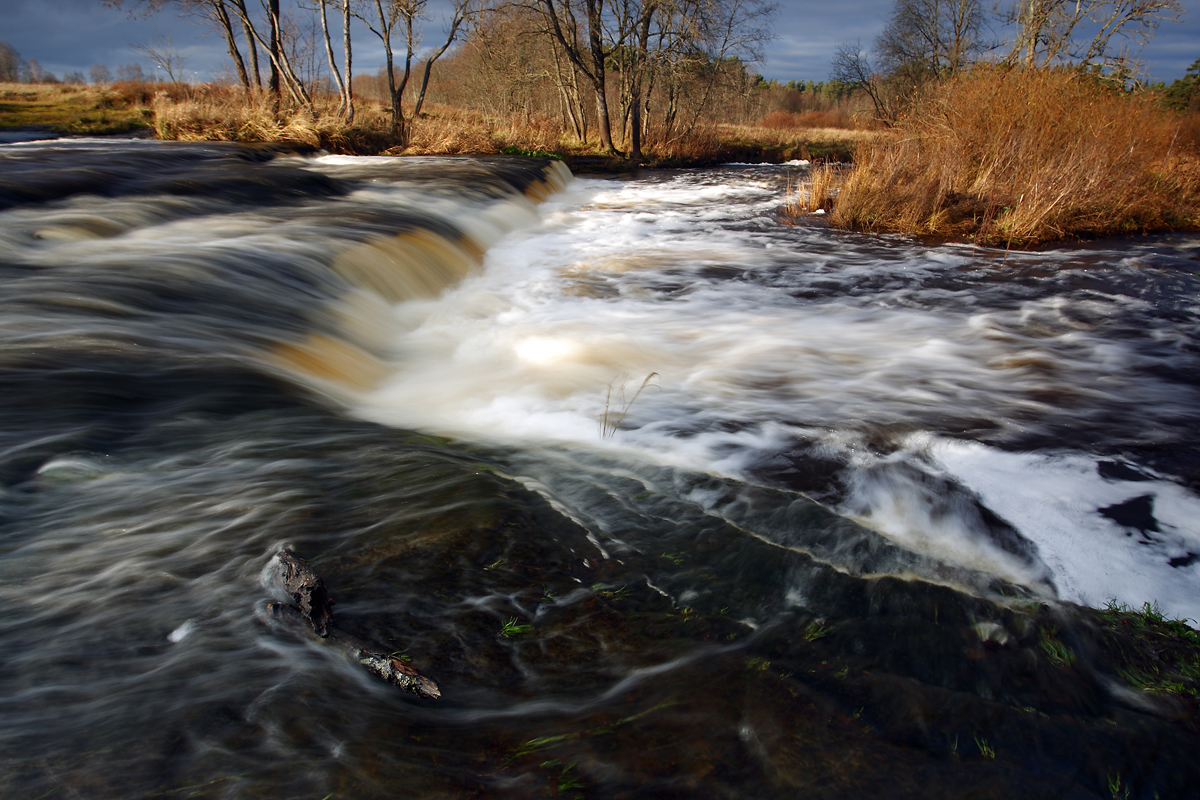

Wasserfall von Vahi 